# Информационное насилие
Информационное насилие – активное воздействие на сознание человека либо группу людей, проводимое без их согласия и нарушающее информационную свободу личности. Основными формами информационного насилия являются: информационное давление, искажённая информация, нелегитимная информация, недостаточная информация.

## История
Невозможно точно определить, когда именно появилось понятие информационного насилия. Существует мнение, что его возникновение связано с развитием информационного общества и распространением сети Интернет, однако это не так. Возможность осуществлять информационное насилие доступна человеку с тех пор, как он научился коммуницировать. Отличие современного понятия от общего заключается только в том, что в информационном обществе такое насилие приобретает явный, а не латентный характер, захватывает гораздо более широкие слои общества и становится целой индустрией влияния на человеческое сознание.

## Типология и виды
Согласно А.В. Столярову, существуют три основных проявления информационного насилия:
Получение информации без согласия ее обладателя. К нему относятся такие механизмы воздействия, как прослушивание каналов связи, шпионаж, радиоперехват и другие способы кражи информации;
Передача информации без согласия получателя. Это именно то проявление, которое в первую очередь ассоциируется с термином «информационное насилие». К нему относятся следующие явления:
- практически все виды существующей рекламы – как минимум ту, которая поставляется посредством персональных каналов связи. К ней относится рассылка рекламных материалов обычной или электронной почтой и SMS-сообщениями, телефонные звонки, а также любые виды наружной рекламы и рекламы в общественных местах. Теле- и радиореклама не относится к этому виду на том основании, что потребитель, включая ту или иную передачу, дает свое согласие на просмотр или прослушивание рекламного материала; однако в таком случае воспроизведение теле- или радиопрограмм в общественных местах является исключением;
- пропаганду любого рода независимо от ее целей, будь то пропаганда наркотиков или здорового образа жизни;
- миссионерскую деятельность всевозможных религиозных конфессий или движений;
- оказание психологического давления любого рода (все, что подразумевается под словами «уговорить», «убедить», «внушить» и т.д.);
- проведение различных демонстраций в общественных местах (к коим относятся исключительно открытые площадки, поскольку только в этом случае их свидетелями могут стать случайные люди);
- торговля вне специально отведенных мест;
- различные Интернет-рассылки, в частности спам;
- оскорбления;
- попрошайничество.

Вмешательство третьих лиц в свободный информационный обмен, протекающий с согласия всех его участников. К этому виду информационного насилия относится цензура, осуществляемая на государственном или других уровнях общественных отношений. Под цензурой здесь подразумевается запрет передачи или публикации каких-либо сведений, устанавливаемый вне зависимости от принадлежности средств передачи и публикации. Например, редакционная цензура не является таким запретом, поскольку то или иное СМИ имеет владельца, который вправе решать, что может быть опубликовано. Запрет публикации материалов, исходящий от каких-либо третьих лиц (в т.ч. государственных или муниципальных органов) и не основывающийся на исполнении прав собственности на средство массовой информации, ущемляет права автора, редакции и публики. 
Также к этому виду информационного насилия можно отнести значительную часть мероприятий по обеспечению института интеллектуальной собственности, в частности исключительных авторских прав.
Также существует типологизация информационного насилия по следующим принципам:
- в зависимости от субъекта насилия (отдельные физические лица, хакеры, спецслужбы, PR-группы, идеологические организации, государственные органы, производственные компании, теле- и радиокомпании, научные работники, системы искусственного интеллекта и т.д.);
- в зависимости от объекта насилия (отдельные физические лица, человечество в целом, отдельные социальные группы и т.д.);
- в зависимости от способов и механизмов осуществления насилия (вербальное, невербальное, аудиовизуальное);
- в зависимости от степени проявления насилия: явное и латентное (ложь, сокрытие информации, злоупотребление доверием), непосредственное и опосредованное (радио в автобусе, на остановках).

## Информационный терроризм
Зачастую термин «информационное насилие» употребляют по отношению к понятию информационного терроризма. Вопреки сложившимся убеждениям, это не одно и то же, хотя второе однозначно является более изощренной вариацией первого.
По определению Н.Ю. Григорьева и Э.Б. Родюкова, информационный терроризм – это «прямое воздействие на психику и сознание людей в целях формирования нужных мнений и суждений, определенным образом направляющих поведение людей». Находясь под воздействием информационного терроризма, человек теряет возможность критической оценки получаемой информации.
Целью информационного терроризма является ослабление и расшатывание конституционного строя. Часто его следствием становится информационная война.